# Gustav Sjöberg
Ivar Gustaf Albert Sjöberg appelé plus couramment Gustav Sjöberg (né le 23 mars 1913 à Stockholm et mort le 3 octobre 2003 à Lidingö) était un joueur et entraîneur de football suédois.

## Biographie

### Joueur
Sjöberg passe toute sa carrière de gardien à l'AIK Solna à partir de 1929 jusqu'en 1950. Il fait ses débuts en Allsvenskan le 31 juillet 1932. Il joue en tout avec le club 321 matchs et remporte le championnat suédois en 1937.
Sjöberg joue également avec l'équipe de Suède entre 1937 et 1946 (21 matchs avec les Blågult). Il participe à la coupe du monde 1938.

### Entraîneur
Après sa retraite en 1950, il prend les rênes de l'équipe B de l'AIK Solna pour une saison. En 1951, il part entraîner l'IFK Holmsund en seconde division.